# Mladá garda (odbojová organizace)
Mladá garda (rusky Молодая гвардия) byla sovětská ilegální odbojová organizace, která bojovala v roce 1942, v době druhé světové války, proti nacistům v okupovaném ukrajinském městě Krasnodonu.

## Historie

### Vznik
Brzy po okupaci Krasnodonu v červenci 1942 se ustavilo množství ilegálních skupin, často složených z mladých lidí. Některé z nich byly 2. října sjednoceny do jedné velké skupiny s názvem Mladá garda. Podle oficiální sovětské tradice byli v jejím čele velitel Ivan Turkenič, který uprchl z německého zajetí, a komisař Oleg Koševoj, novější studium dokumentů ale ukazuje, že ji spíš mohli řídit Viktor Treťjakevič, Sergej Ťulenin a Ivan Zemnuchov. U vzniku organizace stál i Vladimir Osmuchin. Mladá garda měla kolem 100 členů, z nich bylo zhruba 15 komunistů a řada komsomolců.

### Organizace
Mladá garda fungovala ve spojení s místní podzemní komunistickou organizací v čele s Filipem Ljutikovem. Většina mladogvardějců byla členy Komsomolu, ať už před vstupem do gardy, nebo se stávala komsomolci při vstupu. Nejnovější verze o tom, že Mladá garda nebyla komsomolskou (komunistickou), ale nacionalistickou odbojovou organizaci, nejsou prokázány.
K utajení používala Mladá garda různé mechanismy, včetně formálního slibu věrnosti, který zněl:
| „ | Já, vstupuje do řad Mladé gardy před tváří svých druhů ve zbrani, před tváří své rodné strádající vlasti, před tváří všeho lidu slavnostně slibuji: Bezpodmínečně plnit každé zadání dané mi starším soudruhem. Chránit v nejhlubším utajení vše, co se týká mé práce v Mladé gardě. Slibuji pomstít nemilosrdně spálená a rozoraná města a vesnice, krev našich lidí, mučednickou smrt třiceti horníků hrdinů. A jestli k tomu je třeba můj život, položím ho bez minuty váhání. Jestli poruším tento svatý slib ať mučený nebo ze strachu, ať moje jméno a mí příbuzní jsou navždy prokleti a mne samotného potrestá krutá ruka mých soudruhů. Krev za krev! Smrt za smrt! | “ |

### Provedené operace
Největší akcí Mladé gardy bylo osvobození sedmdesáti válečných zajatců z německého koncentračního tábora poblíž města 15. listopadu 1942. Mladogvardějci osvobodili také 20 válečných zajatců z nemocnice.
Mladá garda disponovala radiostanicemi a tiskárnou. Díky tomu rozšířila na pěti tisících antifašistických letáků informace vyvracející německou propagandu o vítězství Wehrmachtu pod Moskvou a u Stalingradu.
K povzbuzení nálady obyvatel okupovaného města sloužilo také vyvěšení osmi rudých vlajek na nejvyšších budovách města k příležitosti výročí říjnové revoluce.
V prosinci roku 1942 mladogvardějci zapálili budovu, v níž shořely seznamy Krasnodonců určených k transportu do Německa, sovětské prameny později odhadovaly, že se tak podařilo zachránit před transportem až dva tisíce lidí.

### Rozbití Mladé gardy a tresty
V době příprav na ozbrojené povstání a připojení k blížícím se vojskům Rudé armády byla organizace vyzrazena a její členové zatčeni. Byli mučeni a 15., 16. a 31. ledna 1943 bylo 70 – 80 členů popraveno. Byli zastřeleni a svrženi do šachty hlubinného dolu č. 5, část z nich byla svržena do šachty ještě zaživa. Mezi jednotlivci, kteří zatčení a popravě unikli, byl i velitel gardy Turkenič, který později zahynul na frontě.
Pět významných členů gardy, včetně komisaře Koševého, bylo popraveno zastřelením až 9. února 1943 v městském parku, pět dní před osvobozením města.
Zrádce Mladé gardy zůstává sporný. V oficiální sovětské verzi byl za zrádce označen provokatér Počepcov, někdy ale také Viktor Treťjakevič, což novější poznatky ze studia dokumentů vyvracejí.
Studium materiálů v archivu NKVD naznačuje, že Treťjakevič a další členové užšího velení Mladé gardy byli školenými agenty NKVD. Právě jedna z nich, radistka Ljubov Ševcovová, mohla při své komunikaci s NKVD nepřímo navést Němce na stopu organizace.

## Ohlas Mladé gardy
Po osvobození města byly z dolu vyzvednuty ostatky popravených mladogvardějců a byly uloženy do společného hrobu na ústředním náměstí.
Již v září 1943 Nejvyšší sovět SSSR vyznamenal pět členů Mladé gardy (U. Gromovovou, Koševého, L. Ševcovovou, Ťulenina a Zemnuchova) tituly Hrdina Sovětského svazu, další potom jinými řády a medailemi.
V letech 1951–54 byl vybudován pomník členům Mladé gardy a v roce 1970 byl otevřen muzejní komplex na jejich památku. U dolu č. 5 postavili pomník s názvem Nepokoření v roce 1982.
Nové město nedaleko Luhansku bylo v roce 1961 nazváno Mladogvardějsk, po gardě i jejích členech byla pojmenována řada míst v Sovětském svazu i dalších zemích východního bloku včetně Československa.

### Kritika ohlasu
Historikové zkoumali nesrovnalosti ve výpovědích a dokumentech prakticky hned po osvobození města. Sovětská cenzura ale nedovolila jinou než oficiální verzi, někteří pamětníci přiznali, že museli měnit své výpovědi, aby se shodovaly s oficiální verzí.
Nejistoty přetrvávají například v otázkách, kdo skutečně vedl Mladou gardu nebo kdo ji zradil nacistům a zda vůbec byla zrazena. Možnou nechtěnou roli Ševcovové v prozrazení Mladé gardy objevil při studiu dokumentů novinář Jevgenij Šafranskij.

## Mladá garda v umění
V roce 1945 napsal Alexandr Fadějev podle osudů mladogvardějců román Mladá garda, který se dočkal dvojího filmového zpracování. Skladatel Julij Mejtus napsal podle románu stejnojmennou operu o čtyřech jednáních, premiéru měla v roce 1947 v Kyjevě.
V listopadu 2001 ostravské Divadlo Petra Bezruče nastudovalo jednoaktovou hru Mladá garda v letech jungle, pro niž upravil Fadějevův text režisér Janusz Klimsza. Dílo charakterizoval slovy „ústředním tématem je formování teroristické bojůvky mladých lidí páchající své akce z přesvědčení o dobru věci, za kterou jsou ochotni jít až do krajnosti“.

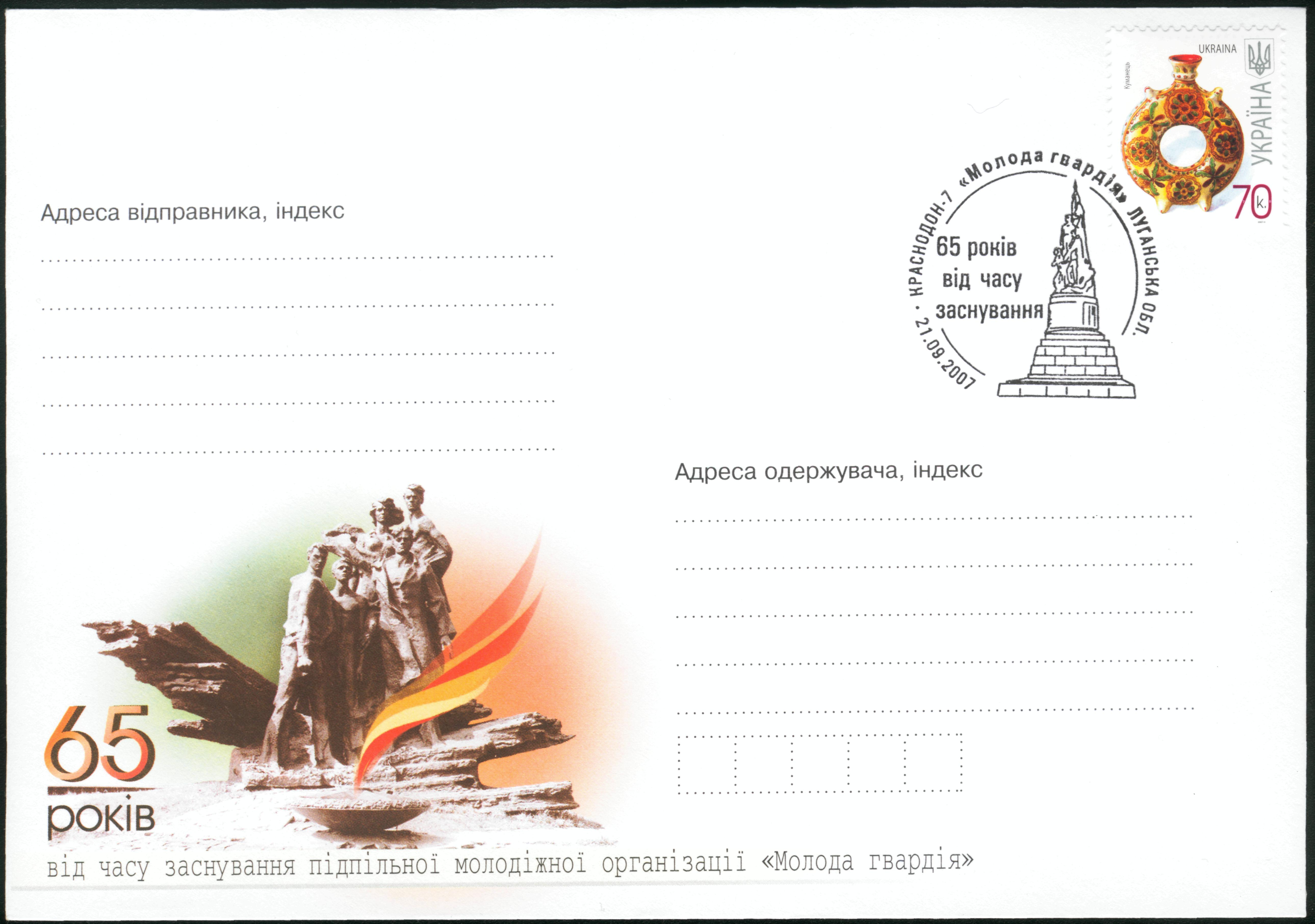